# Модель Ландау— Зенера
Модель Ландау— Зенера (англ. Landau — Zener model) — напівкласична модель для ймовірності (Р) діабатичної реакції, що відбувається шляхом перескакування з однієї поверхні потенціальної енергії для одного електронного стану на поверхню іншого при униканні точки перетину:
P= exp (- 4π2ε212 h−1V−1|s1- s2|−1),
де ε — енергетична щілина між двома адіабатними електронними станами в точці перескоку, |s1- s2| — різниця між нахилами потенціальних кривих, що перетинаються в цій точці, а V — швидкість вздовж координати реакції.